# Michael Weinfurter
Michael Weinfurter (* 9. März 1967 in Nürnberg) ist ein ehemaliger deutscher Eishockeyspieler, der unter anderem für den EHC 80 Nürnberg und die Nürnberg Ice Tigers in der Deutschen Eishockey Liga (DEL) aktiv war. Mit 328 Partien ist er Rekordspieler des EHC.

## Karriere
Michael Weinfurter gab sein Debüt in der Oberliga-Mannschaft des EHC 80 Nürnberg in der Saison 1984/85, ab der folgenden Spielzeit 1985/86 gehörte er zur Stammbesetzung. Nach dem Aufstieg im Jahr 1987 blieb der Verteidiger dem Team weitere drei Jahre in der 2. Bundesliga erhalten. Zur Saison 1990/91 wechselte er zum ECD Sauerland, kehrte aber schon nach einem Jahr wieder zu seinem Heimatverein zurück. Er spielte für den EHC erneut drei Jahre in der 2. Bundesliga und anschließend zwei Spielzeiten in der neu gegründeten Deutschen Eishockey Liga (DEL), zeitweise auch als Kapitän. Ab 1995 lief die Profimannschaft dabei unter dem Namen Nürnberg Ice Tigers auf.
Im Jahr 1996 verließ Weinfurter seine Heimatstadt und setzte seine Karriere in der zweitklassigen 1. Liga fort. Er spielte für den ERC Ingolstadt, EHC Klostersee, EC Wilhelmshaven-Stickhausen, Grefrather EV, Braunlager EHC/Harz und EHC Neuwied, blieb bei keinem dieser Vereine aber länger als eine Saison. Im Jahr 2000 beendete er seine Karriere.

## Erfolge und Auszeichnungen
- 1987 Aufstieg in die 2. Bundesliga mit dem EHC 80 Nürnberg

## Karrierestatistik
(Legende zur Spielerstatistik: Sp oder GP = absolvierte Spiele; T oder G = erzielte Tore; V oder A = erzielte Assists; Pkt oder Pts = erzielte Scorerpunkte; SM oder PIM = erhaltene Strafminuten; +/− = Plus/Minus-Bilanz; PP = erzielte Überzahltore; SH = erzielte Unterzahltore; GW = erzielte Siegtore; 1 Play-downs/Relegation; Kursiv: Statistik nicht vollständig)